# ギース・ハワード
ギース・ハワード (Geese Howard) は、SNKの対戦型格闘ゲーム『餓狼伝説』シリーズなどに登場する架空の人物。

## キャラクター設定

### 餓狼伝説におけるギース
『餓狼伝説』シリーズ、ひいてはSNK対戦格闘ゲームを代表する悪役であり、初代『餓狼伝説』（以下『餓狼』と表記）および『リアルバウト餓狼伝説』（以下『RB』と表記）、『餓狼伝説 WILD AMBITION』（以下『餓狼WA』と表記）でボスキャラクターを務める。
『餓狼』シリーズの主人公であるテリー・ボガードとアンディ・ボガードの仇敵・宿敵。「ハワード・コネクション」の総帥であり、サウスタウンの支配者。金髪で183cmの長身と、鋭い目付き、圧倒的な悪の風格と威容を備えている。初代『餓狼』は勧善懲悪の物語であったため、「わかりやすい悪」をコンセプトに作られた。サウスタウンにて、格闘大会「ザ・キング・オブ・ファイターズ」を毎年主催していたが、その目的はそこから発生した金を集めて、自身の私腹を肥やすためであった。大会に勝ち残った挑戦者を自らの手で葬り去るために戦いの場に姿を現す。第一稿はスーツ姿であったが、もっと見た目にインパクトが欲しいということで、道着に袴という古武術スタイルに決定された。特にキャラクターのモデルとなった人物は存在しないが、イタリア系マフィアをモチーフとしている。
『餓狼』シリーズの各作品に登場する彼のステージの背景には仏像や甲冑をはじめとする日本の美術品が置かれているが、これは「日本が好き」というギースが収拾した骨董コレクションとしてのキャラクター設定に基づいている。ただし、ギースは「日本は好きだが、アメリカが一番だと思っている」としている。
『餓狼』で最終ボスで初登場。プレイヤーキャラクターのテリー、アンディ、ジョーが対戦相手に勝利する度に中間デモでスーツ姿でその試合を自分の部屋からTVで見て、自身が主催する「ザ・キング・オブ・ファイターズ」を彼等が順調に勝ち抜き、後半で自ら送り込んだ刺客も倒して勝ち進んで行くにつれて、当初の余裕を失って冷静さを欠いていき、最終的には自らの手で優勝者を葬るべく、ギースタワーで1対1の殺し合いを挑んで来る。本作の正史では優勝者のテリーと戦い敗北し、居城であるギースタワーからテリーに蹴られて転落し、死亡したかと思われたが、『餓狼伝説スペシャル』（以下『餓狼SP』と表記）で復活を果たす。この作品には公式ストーリーが存在しない。『餓狼SP』の彼の目的は、クラウザーの息の根を絶つ事。本作では地面に激突する直前に地面に向けて烈風拳（後に疾風拳に改名）を撃つことで落下の衝撃を和らげ、生存していたことが判明する。この際、表向きには「ギースは死亡した」との情報を流すことで密かに静養していた。ヴォルフガング・クラウザーとは異母兄弟という設定がこの作品で明らかとなったが、ギースもクラウザーもお互いの存在は認めておらず、反目し合っている。正史時系列上でのギースの復活は『餓狼伝説3』（以下『餓狼3』と表記）であり、奇跡の生還を遂げた。サイトロン・レーベルから発売された攻略ビデオでは、病院に運ばれ、死亡確認されたギースは「私の影武者だ」と明かしている。同作でのギースのエンディングにて、ギースがビリー・カーンに対して「奴はどうしている？」と訊ねるが、この「奴」とは同作のテリーのエンディングに姿を現す1人の少年を指す。
『餓狼伝説2』（以下『餓狼2』と表記）ではギース自身は未登場だが、クラウザーを監視する目的でビリーをクラウザーの元に向かわせた。表向きは、ビリーはクラウザーの配下ということになっていた。彼の持つ秘伝書「鳳凰の巻」を強奪する（ギースタワーからの転落のダメージを癒すため、秘孔の奥義が記された鳳凰の巻を必要としたとされている）。この秘伝書は全三巻で構成され、タンとクラウザーが一巻ずつ所持していたが、それら二巻はすでにギースが奪取していた。ストーリー上では『餓狼3』で復活、テリーを打倒し、秦兄弟を倒し最後の秘伝書を手に入れる。
後の『RB』では初代『餓狼』と同様に最終ボスとして再登場する。プレイヤーがテリーかアンディでギースに勝利した場合、彼らの超必殺技を喰らう演出がある。正史ではテリーとの戦いの最中にレイジングストームが不発となり、その隙を突かれてテリーからトリプルゲイザーを喰らい、柵を突き破ってギースタワーから再び転落する。この直後、思わずテリーが手を差し伸べるも、ギース自身はそれを振り払い、高笑いしながら落下していく。ギースかビリーで物語を進めた場合、「クラウザーの配下の偽者」である影武者（シャドウ）がギースの代役として登場する。テリーとアンディ以外のキャラクターたちで勝利した場合は、ギースが落下していく描写は無い。また、山崎竜二で勝利した場合、彼のエンディングで起き上がる。『リアルバウト餓狼伝説スペシャル』（以下『RBS』と表記）にてゲーム中に条件を満たすと、悪夢（ナイトメア・ギース）として登場を果たす（このギースの足元からは常にオーラが吹き上がっている。なお、本作でのギースの体重は「不明」となっている）。史実では『RB』で死亡しており、『リアルバウト餓狼伝説2』（以下『RB2』と表記）での登場は「秦の秘伝書が見せた幻」となっており、その様子はエンディングでも見ることができる。
実の息子に『餓狼 MARK OF THE WOLVES』（以下『餓狼MOW』と表記）の主人公であるロック・ハワードがいるが、家庭を顧みようとしないうえにロックの母メアリーを見殺しにしたので恨まれることになる。また、ごく一部の者を除いてギースに息子がいることは知られていなかった。

### 悪のカリスマ
『餓狼』『餓狼SP』における動き、ステージ演出とBGM、「当て身投げ」という技（後述）の目新しさがブレイクして、一躍人気キャラクターとなった。SNKによれば、ギースは初代『餓狼』の当初から、使用したいキャラクターとして名前が挙がっていた。中間デモを見るためにコインを投入した人もいたという。SNK側は「ギースがいなければ『餓狼』のドラマは始まらず、彼がいなければジェフも死ぬことはなく、KOFが開催されることもなく、クラウザーの登場もなかっただろう。ある意味、ギースは『餓狼』ワールドの“中心”なのだ」と述べている。
ギースは「悪のカリスマ」を備えたボスとして、制作チーム自らが「彼以上の悪役を作るのは難しい」と認めている。タイトルの「餓狼」とは、当初テリーら主人公を指していたが、シリーズを重ねるうちにギースを指すようになり、いつしかタイトル・ロールにまで上り詰めた。

### ギースの犠牲者たち
テリーとアンディの養父ジェフ・ボガードとは、ともにタン・フー・ルーのもとで八極聖拳を修行した間柄であるが、ジェフが後継者として選ばれたことで自身が伝承者の奥義を手に入れることができなくなったことからジェフを自らの手で殺害、テリーたちが復讐に身を捧げる引き金となった。この際に秘伝書の一巻「八極聖拳奥義書」を奪っている。「かつてはタンの弟子でジェフとは同門」「秘伝書」といった要素はアニメ『バトルファイターズ 餓狼伝説』で描かれたもので、これらの設定が『餓狼SP』以降の作品に組み込まれている。ゲームにおける初期の設定では、街に蔓延る悪と対立する正義漢のジェフの存在がサウスタウン支配に邪魔なので殺害したのだという。
ギースが古武術を学んだ人物は、サウスタウンを訪れた古武術の達人・周防辰巳（ブルー・マリーの祖父）であった。そして学んだ古武術でもって周防を殺害。『RB』の対CPU戦で勝ち進むとギースが登場する中間デモにおいてプレイヤーがマリーの場合、ギースはモニター越しに映る彼女に対して「お前の祖父は強かった」「素晴らしい断末魔の悲鳴を思い出した」との趣旨を語っている。
ギースの妻・メアリーは、カイン・R・ハインラインの実姉でもある。ギースとメアリーの関係について、SNKによれば「籍は入れていないが、愛人であったというわけでもない」という。彼女が危篤状態に陥った際に、当時7歳だった息子のロックに助けを求められたが冷酷にも追い返したうえに、彼女が他界した時も憐みの情は一切見せなかった。それゆえギースとロックが共演する作品において、ロックがギースに勝利した場合、ロックの勝利メッセージは母を見殺しにしたギースへの怒りを込めた内容になる。

### 『餓狼』以外での客演
初代『龍虎の拳』のSFC版の追加エンディングの中では、タクマ・サカザキがMr.ビッグの背後にギースの存在があったことを語っている。ただし、この追加エンディングの設定は後述する『龍虎の拳2』（以下『龍虎2』と表記）とは違っている。
『餓狼』より過去の話となる『龍虎2』では、格闘大会「キング・オブ・ザ・ファイターズ」を主催した黒幕であり、ゲーム中にある条件を満たすと隠しボスとして登場する（通常ではオープニングデモで後姿を見せるのみ）。『龍虎2』のギースは長髪に洋装姿の26歳の青年であり、サウスタウンを影で牛耳る組織の幹部である。なお、服装こそ洋装ではあるもののこの時点で日本文化への興味を抱いており、タクマ・サカザキが「Mr.KARATE」として変装する際に使用した天狗の面は元々ギースのものである。『龍虎2』において、自身が所属する組織に多額の資金を上納する名目で格闘大会を開催するが、その真の目的は、自身の手駒となりうる格闘家の発掘にある。対立関係にあった同僚のMr.ビッグは組織内で頭角を現してきたギースを目障りに思っている。隠しボスとして姿を現した際の対話デモで、ギースはビッグに対して「サウスタウンは自分の街」「お前には消えてもらう」と言い放っている。極限流空手一門と出会ったことをきっかけに日本の武術への興味を深め、来日する。ギースに勝っても逃亡デモが流れるのみで、ビッグ以外のキャラクターはエンディングが変わることがない（ビッグの場合、ギースと対戦したか否かにより、エンディングでのメッセージが異なる）。逃亡デモ中の飛行機の中で「日本でさらなる修行を積み、最強の男になる私に恐れるものはない」と発言する。『龍虎2』以後のギースとビッグの決着については不明だが、『KOF』では未だに決着が付いておらず、『KOF XIV』のエンディングではビッグの刺客たちが車に乗っているギースたちに襲い掛かって来た。このとき、ギースはビッグのことを本名のジェームスと呼んでいる。
ギースは『KOF』にも登場する。『KOF'94』では、餓狼伝説チームで最終ボスのルガール・バーンシュタインを撃破したのちに流れるエンディングで姿を見せ、「さすがのルガールでも奴らには勝てなかったか」と発言し、その直後にクラウザーも登場する。『KOF'95』における餓狼伝説チームのエンディングに登場し、テリーの名前を呼びかけたうえで「楽しみにしておけ」と宣言する。次回作の『KOF'96』（以下『'96』と表記）にて、クラウザー、Mr.ビッグの3人からなる「ボスチーム」を組み、操作キャラクターとして登場を果たす。ここでクラウザーやビッグと組むことになったのは、ギースが彼らを利用しようとして裏工作を働いたためである。SNKの制作スタッフは、『'96』のギース参戦について質問された際、「『リアルバウト餓狼伝説』が『'96』よりも前に出たため、『さらばギース』のポスターを見た際には驚愕した」と明かし、「今回のギースは『餓狼』のギースではなく『KOF』のギースと考えてください」とコメントしている。次作の『KOF97』では、「'97スペシャルチーム」のエンディングに登場し、調査のためにブルー・マリーを利用した趣旨を自ら語っている。その後、山崎が姿を現わし、ギースに飛び掛かる場面でエンディングは終わる。
PlayStation 2版の『KOF2002』（以下『2002』と表記）や『KOF XI』、ストーリーがない作品である『KOF'98 ULTIMATE MATCH』（以下『'98UM』と表記）、『KOF2002 UNLIMITED MATCH』（以下『2002UM』と表記、こちらではナイトメア・ギースも出てくる）にも登場している。『KOF XIV』では新しい部下・ハインを迎えて参戦する。『KOF XV』ではハインが山崎を自身の代わりにチームに加えることをギースに提案して了承してもらっているが、ギースはハインの面従腹背に気づいており、エンディングではハインと山崎を退ける。
『KOF MAXIMUM IMPACT』（以下『KOF MI』と表記）シリーズでは『餓狼』シリーズ同様に死亡しているようで姿を見せないが、『KOF MI2』以降の作品ではナイトメア・ギースとして復活している。
カプコンとのクロスオーバー作品である『CAPCOM VS. SNK』（以下『CVS』と表記）シリーズなどでは、『ストリートファイター』シリーズのベガとライバル関係になっている。ただし『SNK VS. CAPCOM SVC CHAOS』（以下『SVC CHAOS』と表記）のみギースは乱入キャラクターかつ隠しキャラクターだが、ベガは通常キャラクターである。
『CAPCOM VS. SNK 2 MILLIONAIRE FIGHTING 2001』（以下『CVS2』と表記）ではロックとの初の親子対決が実現して専用の掛け合いもあるほか、本作はチーム制であるので親子タッグも可能である。その後、『ネオジオバトルコロシアム』（以下『NBC』と表記）や『KOF MI』シリーズでも親子共演を果たしている。
『Days of Memories』シリーズでは、5作目『Days of Memories 〜恋はグッジョブ!〜』と8作目『Days of Memories 〜風舞う都でつかまえて!〜』と9作目『Days of Memories 〜世界で一番熱い冬〜』に登場している。『恋はグッジョブ!』ではギース商事のトップ、世界観が共通する『風舞う都でつかまえて!』と『世界で一番熱い冬』では覇天高校の校長として登場している。両作ではバッドエンドを迎えると主人公はギースに無理やり「ギース合宿」に連れていかれ、あれよあれよという間にギースの部下にさせられるという結末になる。また、テリーとロックが登場する4作目『Days of Memories 〜彼と私の熱い夏〜』では『餓狼』シリーズ同様に死亡しているが、ビリーが遺恨のためにテリーたちに接触するときなど彼の名は何度も登場する。
2017年7月16日に開催されたEVO 2017にて、DLC第2弾・ゲストキャラクターとして家庭用版『鉄拳7』に参戦決定と公布され、同年11月29日より配信された。同作のゲストキャラクター・豪鬼と同様、独自のシステムが導入されており、『KOF XIV』に近い仕様（スーパーキャンセル、ニューマックスモード、クイックマックスモードなど）になっている。

## ゲーム上の特徴
初代『餓狼』では、プレイヤーが対戦相手を1人打ち破る度に彼のデモが入る。最初の内は余裕を見せているが、面が進むごとに冷静さを欠く演出になる。また、テリーかアンディのいずれかを使用していると、その素性を部下に調べさせた際、ジェフに息子がいることが分かって驚愕する。彼にとって大会自体は出来レースの遊びだったようだが、裏で多額の掛け金が動いていた為にテリーらの勝利で多額の損害を被った事で激高、ビリーを倒したあとの優勝デモにてプレイヤーを秘書のホッパーとリッパーに拉致させ、最終ボスとして姿を現し、自分で決着をつけるために戦いに突入する。なお、アーケード版の中間デモでは「んんんんんーー、許るさーん！！」と誤植があった（ネオジオCD版以降の家庭用移植作では修正されているが、ほぼアーケード版そのままの移植であるPS2版『餓狼伝説 バトルアーカイブズ1』収録分についてはそのままとなっている）。この誤植は公式でもネタにされており、恋愛SLG『Days of memorys』シリーズの第8作『風舞う都でつかまえて』でも登場しているほか、LINEスタンプやグッズなども販売されている。
地を這う飛び道具の「烈風拳」は技の発生がとにかく速く、テリーたちの飛び道具と違って画面端まで飛んでいく。威力も非常に高く、3回喰らえばKOとなる。通常技では、蹴り技のリーチが長く、ギースに空中戦を挑んでもまず落とされる。ほかに「当て身投げ」と呼ばれる、相手の攻撃を受け止めてそのまま投げる技を使う。通常技だけでなく、「バーンナックル」などの必殺技も受け止めて投げ落とすなど、ボスキャラクターにふさわしい強さを誇った。
格闘ゲーム史上においてこのような性質の技を使ったのは、ギースが初めてであった。ここでいう「当て身」は打撃技のことであり、相手の“当て身”を裁いたり受け止めて“投げ”て反撃という古武術や柔術をイメージした技であったが、ギースが使うこの技の印象が強かったために、プレイヤー間ではほかのゲーム・別のキャラクターであっても、“相手の攻撃を読んで仕掛けておくカウンター専門の技”という性質の技を総じて「当て身技」もしくは「当て身」と呼ぶようになり、のちにゲーム用語として確立することになる。
当て身投げは、成功すれば必殺技であってもギース本体はダメージを受けず、相手に一方的にダメージを与えることが可能な技である。だが、『餓狼SP』以降はその性質上、相手が攻撃をしてこなければ技が成立せず、長時間隙を晒すだけの行為になるため、決めるには相手の動きやクセの見極め、反射神経が要求される。当然入力するタイミングを間違えるとダメージを喰らうだけになってしまう。初代『餓狼』では相手が攻撃していなくても接触しただけで当て身が成立し、投げに移行する。
『餓狼SP』のスタッフは、ギースについて「完全に使いこなせたら、負けることはない」との趣旨を語っている。
初登場の段階で、『餓狼2』以降に登場する挑発（平手を上下させる）や無敵のバックステップを備えていた。
（初代『餓狼』を除いて）ギースのジャンプは緩慢である分、相手に反応されやすいが、通常技を始め、技のリーチが全体的に長いものが多い。自分の体を複数の気の柱で包み込む「レイジングストーム」は、コマンドが複雑だが、技が成立すれば大きな強さを発揮する。『餓狼3』では「ダブル烈風拳」の性能が上がり、飛び道具の撃ち合いでも負けにくくなったほか、当て身投げの威力も上がった。
『RB』では「レイジングストーム」の攻撃判定が前方に集中するようになり、スウェーライン上の相手にも当たるようになるなど大幅に性能が上がった。『RBS』では最終ボスであるクラウザーを倒した際に条件を満たしていると隠しボスとして姿を現し、プレイヤーに闘いを挑んでくる。なお、このギース戦は勝利しても敗北しても通常通りのエンディングになるため、言わばボーナスステージのようなものである。CPU専用キャラクターということもあり、前作以上に長いリーチの通常技と非常に高い攻撃力を持ち、しゃがみガード不能の「ダブル疾風拳」や突進技の「邪影拳」をはじめ、動作が高速かつ隙も少ない数々の強力な技で迫ってくる。このギースはネオジオ版およびネオジオCD版では隠しコマンドを入力することで使用可能であり、セガサターン版およびPlayStation版『リアルバウト餓狼伝説スペシャル DOMINATED MIND』（以下『DOMINATED MIND』と表記）では最初から使用可能となっている。『RB2』では「レイジングストーム」のコマンドが簡略化され、下段攻撃も「当て身投げ」で取ることができるようになった。
当時26歳で、隠しボス（通称：若ギース）として登場している『龍虎2』では、隠し必殺技（このゲーム独自の呼び名で、超必殺技を凌駕する技）こそ持たないが、通常技の性能が優れている。必殺技は気力の関係で威力こそ落ちるが、技の性能自体は気力が充実した時に使用したものと変わらないなど、ほかのキャラクターに比べて大きく優遇されており、その高性能な技を駆使してプレイヤーを圧倒してくる。それゆえネオジオ版では使用不可だが、SFC版では隠しコマンドを入力することで、対戦モードでのみ使用可能。「レイジングストーム」は使用できないが、同コマンドで出せる乱舞技「デッドリーレイブ」は本作で初披露。『RB』以降ではコマンドを順序良く入力していく手動追加入力技に変更された。この手動追加乱舞というのは当時の格闘ゲーム界では初の試みである。
『KOF』シリーズ初登場の『'96』では他のキャラクターの例に漏れず、「烈風拳」が飛ばなくなっただけなく、技の隙も増大し（「ダブル烈風拳」の隙はさらに顕著）、『KOF』独特の操作感も手伝うため、『餓狼』シリーズと同じ感覚でギースを操作することはできない。ただ、特定条件下で小・中ジャンプからの強パンチを連続して出していくだけで永久連続技を狙うことが可能である。
『'98UM』では表と裏では必殺技以上の性能および構成が全く異なる。表は『'96』をベースに強化されており、『'96』では使用しなかった必殺技の下段当て身打ち、雷鳴豪破投げ、超必殺技のデッドリーレイブが追加されている。一方の裏は『餓狼伝説』シリーズをベースとしており、「烈風拳」および「ダブル烈風拳」と「疾風拳」（「ダブル疾風拳」も使用可能）が従来の飛び道具になり、表から必殺技の「飛翔日輪斬」と「下段当て身打ち」、超必殺技の「デッドリーレイブ」が削除された代わりに、超必殺技の「羅生門」が追加されている。
隠しキャラクターとして登場した『SVC CHAOS』では「雷光回し蹴り」、キャンセル版「烈風拳」と「レイジングストーム」、どこでもキャンセルを絡めた連続技が強力。再び隠しキャラクターとして登場したPS2版『2002』でもほぼそのままの性能だった。
PS2版『2002UM』では通常版とナイトメア版がともに隠しキャラクターとして登場。通常版は『SVC CHAOS』および『2002』ほどの強力な性能はなくなったが、ナイトメア版はボスキャラクターに匹敵するほどの性能を誇る。
『CVS』および『CVS PRO』ではベガと双璧をなす最終ボス、『CVS2』でもベガと双璧をなす乱入キャラクターして登場する。他の作品に比べると全体的に動きが遅くなっている代わりに攻撃力が上がっている。特に『CVS2』のKグルーヴでは怒りゲージが最大値に達すると高い攻撃力がさらに上昇し、一発逆転を狙うことも可能になる。
『KOF NEOWAVE』では『龍虎2』の外見でボスキャラクターとして登場。技の構成は外見同様『龍虎2』だが、各技の性能が他のキャラクターと比べ物にならないほど強い。しかしプレイヤーが使用すると性能に調整が施される。

## 技の解説

### 通常技

#### 『KOF』シリーズ
技名が公表されている『'96』の名称のみ記載。
| 操作           | 立ち（近距離）     | 立ち（遠距離） | しゃがみ     | 垂直ジャンプ     | 前方ジャンプ         | 後方ジャンプ         |
| -------------- | ------------------ | -------------- | ------------ | ---------------- | -------------------- | -------------------- |
| 弱パンチ       | 村雨打ち           | 天破打ち       | 夜行突き     | 天倒割り         | 新天倒割り           | 新天倒割り           |
| 強パンチ       | 活殺圧拳：水月打ち | 一角経穴突き   | 昇天明星打ち | 天倒打ち         | 跳び連打・聖門打ち   | 跳び連打・聖門打ち   |
| 弱キック       | 稲妻蹴り           | 伏兎：秘中蹴り | 虎骨払い     | 霞蹴り           | 跳び人中蹴り         | 跳び人中蹴り         |
| 強キック       | 三日月二段蹴り     | 殺陣蹴り       | 草なびき蹴り | 夜叉雲           | 飛び込み天倒殺活蹴り | 飛び込み天倒殺活蹴り |
| ふっ飛ばし攻撃 | 不動殺活裏拳       | 不動殺活裏拳   | -            | 飛び雷光回し蹴り | 飛び雷光回し蹴り     | 飛び雷光回し蹴り     |

### 特殊技
燕返し
避け攻撃。掌を下から掬い上げる。攻撃判定は見た目よりも大きく、突進技の迎撃や対空にも使用可能。『餓狼3』では、食らった相手をダウンさせる。
暗夜光突き
『餓狼3』でのクイックスウェー攻撃。片側に体を寄せてから前方に掌底で攻撃する。
不動活殺裏拳
踏み込んで裏拳を繰り出す。『餓狼SP』では、手前ラインで出すライン飛ばし攻撃で（『餓狼SP』での技名は「不動殺活裏拳」となっている。ギースの通常技の中にも「殺活」と付くものがあるが、『餓狼3』以降は「活殺」となっている）で、奥ラインでの技名は「秘中竜巻打ち」となる。また、『餓狼3』『RB』では手前のラインの相手に対する対オーバースウェー攻撃で、体を捻って裏拳を出すもので、技のリーチは若干短くなる（奥ラインの相手に対する対オーバースウェー攻撃は「秘中竜巻打ち」）。『KOF』シリーズでは地上ふっ飛ばし攻撃の動作として使われている。
雷光回し蹴り
足を浮かせて前に滑るように移動しながらの回し蹴り。『餓狼SP』『餓狼3』におけるギースの遠距離立ち強キックだが、『餓狼3』以降は通常技の他に特殊技としても存在する。喰らった相手を奥ラインに飛ばす。『KOF』シリーズでは特殊技の他に空中ふっ飛ばし攻撃の動作としても使われている。
シリーズによっては技後の隙が皆無でそのまま攻めに移行できるほどの強力な性能の場合もある。
『餓狼SP』では「電光回し蹴り」であり、急所の「電光」を蹴るという意味があった。
初代『餓狼』ではラインふっ飛ばし技だったが前には移動しない。しゃがんでいると当たらないので、プレイヤーの目の前で空振りすると投げる事ができた。
昇天明星打ち
上方に掌底を打ち出す。『餓狼3』までのギースのしゃがみ強パンチで、『RB』シリーズでは特殊技扱い。
天道砕き
『KOF XIV』で追加された特殊技。身体を捻りながら踏み込み、両腕を開いて振り下ろす。

### コンビネーションアーツ
『餓狼3』でのギースのコンビネーションアーツは、左右で掌底を叩き込む「武者水月付き突き」と、遠距離限定で、「雷光回し蹴り」のあとに立ち弱キック「秘中蹴り」を出して終わる「雷撃脚」の2つ。前者は、強パンチを連打することで出せる5連攻撃だが、大半の相手には全段ヒットせず、技が途中で終わることが多い。

### 通常投げ
虎殺掌
相手の首を片手で掴み高く持ち上げてから首を締め上げ、とどめに気を込めた掌底で吹き飛ばす。『餓狼3』からコマンドが変更された。
虎殺投げ
相手を片手で掴んで吊るし上げてから後方に叩きつける。『餓狼3』では両手で持ち上げ、投げる際に強パンチボタンを連打すると、連係技の「絶命人中打ち」に派生する。『餓狼3』からコマンドが変更され、『RBS』では削除された。
絶命人中打ち
『餓狼3』『RB』での「虎殺投げ」から派生する連係技。鼻と上唇の間（人体急所の1つである「人中」）に掌底を連続で打ち込む。

裏雲隠し
相手の首に腕をかけて後方に引き倒す。投げる際に強パンチボタンを連打すると、連係技の「絶命必中絞め」に派生する。
絶命必中絞め
相手の首に腕をかけて地面に倒し、喉を連続で締め上げる。この2つの連係技は『RB』にもあるが、コマンドが若干変更されている。

真空投げ
相手を掴んで流れるような動作で後方高く投げ飛ばし、ギースは構えて気を充実させる。『餓狼3』でのこの技は、どの相手にも安定して決まる高性能な投げ技であった。『RB』以降はコマンドが変更された。『RBS』でのギースの通常投げは、この技と「虎殺掌」のみ。なお、『'98UM』を除いた『KOF』シリーズでの通常投げの1つでもある。
殺陣方手投げ
『'96』と『'98UM』での通常投げ。相手を片手で持ち上げてそのまま地面に叩きつける。ダウン回避不可。
『SVC CHAOS』、PS2版『2002』および『2002UM』では名称が「虎殺」になっており、相手が自分の足元にダウンするので一部の技（主に後述の「雷鳴豪破投げ」）で追い討ちが可能になったが、この技自体のダメージは大幅に低くなっている。
巴投げ
『龍虎2』にて使用。すばやい動作の巴投げ。受け身は可能。

### 必殺技
烈風拳
腕を振り上げ、地を這う気の波を打ち出す。『餓狼』シリーズでは総じて隙が小さく高性能な技である。とりわけ初代『餓狼』や『RBS』では、相手との飛び道具の撃ち合いでも負けることはない。『'96』、『'98UM』（裏性能版を除く）、家庭版『KOF XI』、『CVS』（『PRO』含む）のEXキャラクター版では目の前を引き裂くような技に変更され、飛び道具ではなくその場で消滅する打撃技のような性能で、隙は大きい。『SVC CHAOS』では通常は前者で、「烈風拳」をキャンセルで出すと後者のようになる。『龍虎2』では、気力の残量に関係なく画面端まで飛んでいく（威力は落ちる）。『RBS』では技の動作や衝撃波のスピードがとにかく速く、攻撃判定も大きく、「パワーウェイブ」などの飛び道具を貫通しつつ進んでいく。『RB2』では飛び道具は貫通しなくなったが、『RBS』の性能を踏襲しているため、相手との飛び道具の撃ち合いにおいても主導権は握れる。『'98UM』(裏性能版)は『RB2』の性能を踏襲しているが、比較的スピードの遅い弾道で飛んで行き、撃ったあとの隙も少なくなっている。『2002UM』のナイトメア版もこの性能に準じているが、スピードは『RBS』以上に速くなっている。
ロックやルガール・バーンシュタインが同様の技を使う。
ダブル烈風拳
『餓狼SP』の強・烈風拳として初登場。一度「烈風拳」を放ってから即座に二発目を出し、両方を重ねて大きな形にして前方へ飛ばす。最初に波動を巻き上げている時にも攻撃判定が存在する。この時点で相手の飛び道具を相殺可能で、その後は通常の「烈風拳」が飛んでいく。こちらも『'96』、『'98UM』（裏性能版を除く）、家庭版『KOF XI』、『CVS』（『PRO』含む）のEXキャラクター版では飛び道具ではなく、「烈風拳」よりもさらに隙が大きい（「烈風拳」同様、『SVC CHAOS』ではキャンセルするか否かで技の性質が変化する）。
当て身投げ（上段当て身投げ、中段当て身投げ、下段当て身投げ）
相手の攻撃を捌いて投げる、周防から学んだ古武術の技。多くのタイトルでは対応部位に応じて細分化されており、「上段」はジャンプ攻撃、打撃系の必殺技および超必殺技を（テリーの「バーンナックル」、山崎竜二の「蛇使い」、不知火舞の「ムササビの舞」など）、「中段」は地上の打撃攻撃を、「下段」は下からの攻撃（足崩しorスライディングなど）を捌いて投げる。投げ技には弱く、失敗すると隙を晒すだけでなく、相手の技に応じて使い分ける必要があるため、ある程度の慣れが必要。ギースを象徴する技である。
裏雲隠し
「当て身投げ」のバリエーションの一つで、下段判定以外の通常技を捌いて後ろに受け流し、相手の姿勢を崩して無防備にする。この後、ギース側が先に動けて、追撃を叩き込める。元々は『餓狼3』での通常投げの一種。
『2002UM』ではナイトメアギースにコマンド投げとして実装されているが、こちらは追い討ちを決めることは不可能。
中段当て身打ち、下段当て身打ち
「当て身投げ」のバリエーションの一つ。攻撃を捌いたあとに投げるのではなく、打撃を食らわせる。実装される場合は『2002UM』のナイトメアギースを除いて「中段」か「下段」のどちらか一方のみとなっており、同じ対応部位の「当て身投げ」と被って実装されることもない。表キャラクターと裏キャラクターで対応部位が異なる場合もある。
「中段」は気を纏ったパンチから、『RB』では「烈風拳」を、『KOF』シリーズでは初段を省略した「ダブル烈風拳」を放つ。「下段」は『餓狼WA』では膝蹴り、それ以外のタイトルでは掌打を叩き込む。
疾風拳
『餓狼SP』にて追加された。空中から気弾を撃つ。撃ったあとは、その反動で後方に跳ね返ってゆっくり降下していく。ただし『'96』および『'98UM』では反動を受けず、そのまま地面に着地する。『餓狼SP』のギースは、空中から飛び道具を撃てる唯一のキャラクターでもある。『RB』では撃ったあとの着地地点をレバーで調節可能になった。また、『RBS』では弾速が速くなり、空中で2回まで出すことが可能となったが、2発目を撃つと後方に跳ね返ってゆっくり降下する。さらに『RBS』ではしゃがみガード不能であり、足元にヒットすれば立ちガードも不能となるほか、弾を撃ったあとの軌道修正も可能。ダウン追い撃ちも可能となった。『'98UM』(裏性能版)では、『RB』同様にコマンド入力は1回まで、撃ったあとの着地地点をレバーで調節可能になっている。また、立ちガード、しゃがみガードいずれも可能で、弾速は従来の疾風拳と同様に遅い。
初代『餓狼』での転落時に地面に向かって気を放つことで一命を取り留めており、それを元に技として完成させたという設定である。
ダブル疾風拳
『RB』にて追加された。『RB』では、気弾が3つに増えて1つの形に大きく凝縮させたものを、「疾風拳」として放つ。通常の「疾風拳」と異なり、スウェーライン上にも攻撃判定が付く。『RBS』にてナイトメアとして登場するギースが使うこの技は、撃った直後に同コマンドを再入力すると再び2発の「疾風拳」を放つ（空中で2回まで出すことが可能で、合計4発の攻撃となる）。『RBS』では「疾風拳」と同じく弾速が速く、しゃがみガード不能で、足元にヒットすれば立ちガードも不能で、ダウン追い撃ちが可能。『'98UM』(裏性能版)では、『RBS』同様に空中で2発撃つが弾速は遅く、コマンド入力は1回まで、撃った後は後方に跳ね返ってゆっくり降下していく。
『2002UM』のナイトメアギースも使用する。
邪影拳
『餓狼3』にて追加された。突進して体当たりし、その後で掌底を打ち込む。作品によっては気を練りつつ突進して衝撃波を打ち付ける技になっている。
『RBS』では、弱では今までの弱と同じく掌底、強は秦兄弟の「帝王神足拳」のようにヒット後に掴んで投げるようになった。『餓狼3』では発生が遅く使いにくかったが、『RBS』や『'98UM』の裏ギースのそれは発生が非常に早く威力も高いうえ、技後は「雷鳴豪波投げ」による追い打ちも決まるなど、強力な性能。
『餓狼SP』のスタッフによれば、「邪影拳」の構想自体は『餓狼SP』の時点であったが、時間がなかったために実現しなかったという。アンディの「斬影拳」を見よう見まねで習得したという設定であり、「ギースは『斬影拳』を『邪影拳』と聞き間違えたんですね」と語っている。
飛翔日輪斬
『龍虎2』での技で、飛び上がって気を纏った手刀を振る。攻撃判定が出現するまで無敵状態となる。『KOF』シリーズと『SVC CHAOS』でも使用している。
エクスプロージョンボール
『龍虎2』および『KOF NEOWAVE』での技。気を纏った裏拳を打ち込んでから、アッパーを叩き込み、相手を遥か上空まで吹き飛ばす。気力が最大の状態だと、「デッドリーレイブ」並の威力を誇る。ガードされても隙は皆無な高性能な技。
MVSおよびネオジオ版の『龍虎2』において、タクマにこの技を決めた場合、打ち上げる際にタクマが一瞬リョウのグラフィックに変わるという現象が起こる。
真空投げ
元々は通常投げで、『RB2』や『'98UM』などでは必殺技となっている。
雷鳴豪破投げ
ダウン中の相手を掴み、高く持ち上げてから地面に叩き付けると同時に雷を落雷させる追撃技。初出は『RB』だが、必殺技扱いになったのは『RB2』以降。
飛燕失脚
『RBS』での技で、体を低くした姿勢で前方へ高速移動しつつ、片腕を横に払う。動作が速く、威力も高い。
『2002UM』ではナイトメアギースに特殊技として実装されている。単発で出すと中段技でダウンを奪える。
不動拳
『KOF XIV』で追加された技。掌底を繰り出す技で、追加コマンドで以下の3種類に派生する。
不動拳・阿
「デッドリーレイブ」のフィニッシュのような両手での掌底を叩き込み、相手をその場に崩れ落ちさせる。
不動拳・鑁
足払いで相手を転倒させる。
不動拳・吽
踵落としで相手を地面に叩き付ける。

首絞め
SFC版の初代『餓狼』の対戦モードのみ使用可能なコマンド投げ。片手で相手を持ち上げて連続で締め上げる。
空歩（くうほ）
メガドライブ版の初代『餓狼』の対戦モードのみ使用可能。説明書では「逃げフットワーク」の技名で記載されており、その別名通りのバックステップである。

### 超必殺技（潜在能力）
レイジングストーム
『餓狼SP』にて新しく用意された超必殺技。両腕を大きく振り上げて技名を叫びながら、その場に両腕を振り下ろし、周囲に牙のような気の柱を幾つも発生させる超必殺技。気の柱の形状は「ギースを覆うようにして全方位に発生」するものが基本だが、「ギースの前方に偏っている（『RBS』、『SVC CHAOS』、『'98UM』の裏性能版、『2002UM』のナイトメア版）」、「全方位だが気の柱が光のように変化（『'96』のMAX版）」など、登場作品によって異なる。コマンドが独特であり、「レイジングストーム」以外の技（他のキャラクターを含めて）にはあまり採用されていない。『RBS』ではグラフィックが変わり、前方に迫り出すようになった。『RB2』でのみ汎用的なコマンドになっている。
『餓狼3』での潜在能力技でもあり、密着状態にて「明星昇天打ち」、「水月打ち」を連続で叩き込み、最後に「電光回し蹴り」を当てて相手を気絶させてから（気絶は潜在能力のため自然回復不可能）、通常時とは異なる赤い気の柱を吹き出させて相手を吹き飛ばすコンビネーション式のものとなっている（このタイプは『2002UM』ではナイトメアギースがMAX超必殺技として使用）。『NBC』では、レイジングストーム（スーパーキャンセル版）中段当て身投げ成立後にレイジングストームのコマンドを入力で出すこともできる（向きは入れ替わるがコマンド入力は逆にはならない）。
『餓狼3』までは攻撃判定が小さかったが、『RB』以降は気の柱が太くなり、攻撃判定が大きく設定されていくようになる。
『KOF XIV』ではCLIMAX超必殺技として採用され、コマンドは今の時代に考慮して簡略化された。エフェクトはロックのものに近いが、より激しい竜巻を発生させている。
サンダーブレイク
「レイジングストーム」と同様にその場に両腕を振り下ろし、周囲に稲妻のような気の柱を幾つも発生させる潜在能力。ダメージそのものは「レイジングストーム」より上であり、稲妻も時間差で数本発生するものの、発生する場所がランダムである。
『2002UM』では表性能版がMAX2として使用。こちらは稲妻がランダムではなく、常にギースの周りを囲むように発生し、さらに稲妻を地面に走らせる。この時の稲妻は下段判定なうえにどこでも判定も付いている。
デッドリーレイブ
初出は『龍虎2』で、通常の必殺技として登場。相手に突進して乱舞攻撃を叩き込む。乱舞の最後に構えた両手の間に溜めた気を掌底に乗せて叩き込む（『龍虎2』および『KOF NW』では片手、それ以外の作品では両手での掌底となる）が、ギースの気力が最大の状態である場合、最後の掌底の一撃を当てるだけでも相手を気絶させることが可能（最後の掌底を打つまで多少時間がかかるので通常技で反撃可能）。通常の必殺技扱いであるため、ギースの体力が点滅していない状態および気力がない状態でも出すことが可能となっている。
『RB』以降は潜在能力として格上げされる。突進後、ボタンの追加入力で攻撃を続け、最後は「邪影拳」の追撃技のモーションで締める（『'98UM』では表性能版ギースだけが使用できるロック式の乱舞技になっている。また、この作品においては通常の超必殺技となっている）。なお『ギース・ハワード外伝』（作：天獅子悦也）では、この最後のモーションは「孤島の鬼」が使う奥義「狂嵐迅撃掌」に酷似している。
ロックの「デッドリーレイブ・ネオ」は、父であるギースから受け継いだ技。
『鉄拳7』ではレイジアーツの一つとして、10連コンボを兼ねる形で採用されている（通常時に使用できる10連コンボは搭載されていない）。
羅生門
『RB2』の潜在能力で、家庭用『2002』および『2002UM』のMAX超必殺技。『'98UM』の裏ギースの超必殺でもある。相手をふわりと浮かし、落ちてきたところに気を纏った両の掌底を打ち込む投げ技。その時に背景に「羅生門」の文字が浮かぶが、『KOF MI』シリーズでは浮かばない。『'98UM』のMAX版では「雷鳴豪破投げ」を2回決めてからとどめを刺す。
『頂上決戦 最強ファイターズ SNK VS. CAPCOM』では掌底を数発当てたあとに浮かせてから強烈な掌底で締める。
『鉄拳7』ではレイジアーツの一つとして、ガード不能の打撃技という形で採用。背景の文字はKOとなった際にのみ浮かぶ。
ロックの「真空投げ」からの派生技「羅刹」の基になった技。
阿修羅疾風拳
『DOMINATED MIND』での隠し必殺技。「邪影拳」で突進し、倒した相手に「疾風拳」を連発する。『2002UM』ではナイトメアギースがMAX超必殺技として使用している。
虚空烈風斬
『餓狼WA』でのみの技。射程の短い「烈風拳」を連発し、とどめに両の手を合わせ気弾を発射する。
『2002UM』ではナイトメアギースに実装されており、後述のレイジングデッドエンド中に当て身に成功すると発動する。
レイジングデッドエンド
『餓狼WA』のオーバードライブパワーで、コマンド入力後に「（上段・中段）当て身投げ」を成功させると成立する。相手を空中に舞い上げてから、自らも飛び上がり気を打ち込む。
『2002UM』ではナイトメアギースがMAX2として使用。発動中は立ちポーズが変化し、手に青白い炎を纏っている。当て身が決まると上着を脱ぎ、上記の「虚空烈風斬」を繰り出す。
雷轟烈風拳
『KOF XIV』の超必殺技。電撃を帯びた烈風拳を撃つ。
鬼煩悶
『KOF XIV』の超必殺技。相手の攻撃を受け止め、掌打を打ち込んでから相手の顔を掴んで地面へ叩きつける。

## 他のメディアでのギース
アニメ版
『バトルファイターズ 餓狼伝説』のプロローグでは若き日の野望に燃えるギースが登場。かつては共にタン・フー・ルーに学んだ八極聖拳伝承者のジェフ・ボガードを抹殺し、八極聖拳の奥義が記された巻物を奪おうと画策。サウスタウンの孤児や自分の部下を使ってジェフに手傷を負わせた後、自らの手でとどめを刺した。この時のギースは長髪で、ブラウンのスーツにハイネックのシャツといういでたち。また、『バトルファイターズ 餓狼伝説2』にも回想シーンで少年時代のギースが登場、亡き母・マリアを捨てた父ルドルフへの復讐に燃えている。このときは若きクラウザーに返り討ちに遭っている。
『KOF』シリーズの3DCGアニメ『THE KING OF FIGHTERS: DESTINY』では設定が変更され、「シュトロハイム家当主と妾の間に生まれたが、正妻の子ではないことを理由に母親共々城を追放された」ということになっている。また、アンジェリナという女性を養女（実質的には愛人）として迎えている。
漫画版
ゲーム雑誌『ゲーメスト』で連載されていた漫画版『餓狼伝説 新たなる闘い』ではサイボーグとして復活していて、口調も丁寧なものになっている（ただし、テリーとの最終決戦では原作ゲームと同じ口調になっている）。
漫画雑誌『コミックボンボン』で連載された細井雄二版『餓狼伝説』シリーズではホッパーとリッパーが登場しないかわりに、ダック・キングとリチャード・マイヤとマイケル・マックスを配下にしていた。また、同シリーズの番外編ではギースとジェフは親友だったという設定になっている。
『ゲーメスト』で連載されていた漫画版『龍虎の拳』、『龍虎の拳2』（作：天獅子悦也）に登場。『～2』では、「デッドリーレイブ」は極限流空手の奥義「龍虎乱舞」を自己流にアレンジした技という設定になっている。また、同作者の『ギース・ハワード外伝』では16歳のギースが主人公のエピソードが存在する。
その他
2020年6月にはKADOKAWAより、SNKブランド40周年を記念したファンブック「SNK Anniversary Fan Book」が発刊（ISBN 978-4-04-073062-2）。この本には『THE KING OF FANTASY外伝 ギース・ハワードの異世界無法 You can not escape from death.』と題した天河信彦による書下ろしの短編小説が収録される。
この小説は2019年に出版された天河のノベル『THE KING OF FANTASY 八神庵の異世界無双 月を見るたび思い出せ！』のスピンオフ作品であり、題名の通りギースが主役となり彼の異世界における行状が書かれる。

## 担当声優
格闘ゲームでの担当声優
- 生瀬勝久 - 『餓狼SP』
- マイケル・ビアード（Michael Beard）- 『龍虎の拳2』
- コング桑田 - 『餓狼3』以降の各種ゲーム、『鉄拳7』：戦闘中ボイス
- リチャード・エプカー - 『鉄拳7』：英語長台詞

その他のゲームでの担当声優
- 狭川尚紀 - パチスロ『龍虎の拳』
- コング桑田 - 『THE KING OF FIGHTERS ALLSTAR』
- 魏涼子 - 『THE KING OF FIGHTERS ALLSTAR』：プリティー・ギース

その他の関連作品での担当声優
- 柴田秀勝 - アニメ『バトルファイターズ 餓狼伝説』『餓狼伝説 -THE MOTION PICTURE-』
- 大倉正章 - アニメ『バトルファイターズ 餓狼伝説2』：少年期
- 森功至 - ドラマCD『電撃CD文庫 餓狼伝説』
- 津田英治 - 攻略ビデオ『龍虎の拳2』
- コング桑田 - アニメ『THE KING OF FIGHTERS:DESTINY』
- 浜田洋平 - アニメ『THE KING OF FIGHTERS:DESTINY』：少年期

## 関連人物
- ロック・ハワード - 息子、因縁及び敵対関係（『KOF』シリーズでギースが生きている事から『KOF』シリーズのみの設定）
- メアリー - 妻
- ビリー・カーン - 側近
- リッパー - 秘書
- ホッパー - 秘書
- ヴォルフガング・クラウザー - 異母兄弟（『バトルファイターズ餓狼伝説2』では異母弟）、敵対者、『KOF'96』『KOF'98UM』ではチームメイト。
- カイン・R・ハインライン - 義弟
- ジェフ・ボガード - 元・兄弟子、目障りな奴
- テリー・ボガード - 宿敵、ジェフの養子
- アンディ・ボガード - 宿敵、ジェフの養子
- ジョー・ヒガシ - 宿敵の仲間
- 不知火舞 - 宿敵の仲間
- ブルー・マリー - 宿敵の仲間、自分が殺めた男の孫娘、『KOF'97』では出場を依頼する
- 周防辰巳 - 元・師匠、マリーの祖父
- タン・フー・ルー - 元・師匠
- チン・シンザン - 元・同門
- ライデン - 元・部下
- ホア・ジャイ - 元・部下
- 山崎竜二 - 敵対者、『KOF'97』と『KOF2003』では出場を依頼する、『KOF XV』ではチームメイト
- 秦崇秀 - 秦の秘伝書関係者
- 秦崇雷 - 秦の秘伝書関係者
- 秦大龍 - 父方の遠い祖先
- 牙刀 - 『KOF2003』では出場を依頼する（『餓狼』では面識なし）
- Mr.ビッグ - ある組織に所属していた頃の敵対する同僚、『KOF'96』と『KOF'98UM』ではチームメイト
- ハイン - 『KOF XIV』でのチームメイト、一時的に部下をしていた敵対者
- ルガール・バーンシュタイン - 自身の烈風拳を習得した敵対者
- ベガ - VS. CAPCOMシリーズでの好敵手